# Beurswaarde
De beurswaarde van een bedrijf, ook wel marktkapitalisatie of beurskapitalisatie genoemd, is de totale waarde van de aandelen van het beursgenoteerde bedrijf volgens de beurskoers. 

## Berekening
De beurswaarde wordt berekend door het aantal uitstaande aandelen te vermenigvuldigen met de beurskoers.
Stel dat een bedrijf 10 miljoen uitstaande aandelen heeft en de koers van het aandeel 75 euro is, dan is de beurswaarde gelijk aan 750 miljoen euro: 
10.000.000 aandelen × 75 euro = 750.000.000 euro
De beurskoers wordt bepaald door vraag en aanbod en is de prijs waartegen een transactie heeft plaatsgevonden.

## Categorieën
De beurswaarde is een maatstaf om de grootte van de onderneming te duiden. Andere maatstaven zijn: de omzet, het aantal medewerkers, of het balanstotaal.
Voor beurswaarde worden verschillende categorieën van grootte gehanteerd, de bedragen zijn enkel indicatief:
- Nano-cap (beurswaarde van € 50 miljoen of minder)
- Micro-cap (tussen € 50 miljoen en € 250 miljoen)
- Small-cap (€ 250 miljoen en € 2 miljard)
- Mid-cap (€ 2 miljard en € 10 miljard)
- Large-cap (€ 10 miljard en € 200 miljard)
- Mega-cap (€ 200 miljard of meer)